# Христопулос, Яннис
Яннис Христопулос (греч. Γιάννης Χριστόπουλος; 12 ноября 1972, Каламата, Греция) — греческий футболист и футбольный тренер.
Христопулос был старшим сыном в семье, его мать хотела, чтобы он стал учёным, математиком или природоведом, но Яннис выбрал футбол. Он дебютировал в команде из родного города, «Каламата», позднее перешёл в «Памисос», а завершил карьеру с «Астера Ликсуори».
После окончания карьеры футболиста Христопулос в 1999 году начал работать в качестве футбольного тренера. В начале он тренировал молодёжные команды, затем работал в качестве помощника тренера в старших командах.
17 июня 2013 года он подписал годичный контракт с «Таврией» из украинской Премьер-лиги. На протяжении первой половины сезона «Таврия» оставалась в зоне вылета. Перед зимним перерывом команда всё-таки заняла спасительное 14-е место, но лишь благодаря прекращению выступлений «Арсенала». 26 декабря 2013 года Христопулос был уволен из клуба.
В январе 2020 года возглавил команду греческой диаспоры в Стокгольме «Акрополис».